# Petrargyrops similis
Petrargyrops similis är en tvåvingeart som först beskrevs av Townsend 1927.  Petrargyrops similis ingår i släktet Petrargyrops och familjen parasitflugor. Inga underarter finns listade i Catalogue of Life.